# Roland Mitoraj
Roland Mitoraj (Bourges, 5 febbraio 1940) è un ex calciatore francese, di ruolo difensore.

## Carriera

### Nazionale
Ha collezionato tre presenze con la propria Nazionale.

## Statistiche

### Cronologia presenze e reti in Nazionale
| Cronologia completa delle presenze e delle reti in nazionale ― Francia | Cronologia completa delle presenze e delle reti in nazionale ― Francia | Cronologia completa delle presenze e delle reti in nazionale ― Francia | Cronologia completa delle presenze e delle reti in nazionale ― Francia | Cronologia completa delle presenze e delle reti in nazionale ― Francia | Cronologia completa delle presenze e delle reti in nazionale ― Francia | Cronologia completa delle presenze e delle reti in nazionale ― Francia | Cronologia completa delle presenze e delle reti in nazionale ― Francia |
| Data                                                                   | Città                                                                  | In casa                                                                | Risultato                                                              | Ospiti                                                                 | Competizione                                                           | Reti                                                                   | Note                                                                   |
| ---------------------------------------------------------------------- | ---------------------------------------------------------------------- | ---------------------------------------------------------------------- | ---------------------------------------------------------------------- | ---------------------------------------------------------------------- | ---------------------------------------------------------------------- | ---------------------------------------------------------------------- | ---------------------------------------------------------------------- |
| 17-9-1967                                                              | Varsavia                                                               | Polonia                                                                | 1 – 4                                                                  | Francia                                                                | Qual. Euro 1968                                                        | -                                                                      |                                                                        |
| 25-9-1968                                                              | Marsiglia                                                              | Francia                                                                | 1 – 1                                                                  | Germania Ovest                                                         | Amichevole                                                             | -                                                                      |                                                                        |
| 17-10-1968                                                             | Lione                                                                  | Francia                                                                | 1 – 3                                                                  | Spagna                                                                 | Amichevole                                                             | -                                                                      |                                                                        |
| Totale                                                                 |                                                                        | Presenze                                                               | 3                                                                      |                                                                        | Reti                                                                   | 0                                                                      |                                                                        |

## Palmarès

### Competizioni nazionali
- Ligue 1: 5

Saint-Étienne:1963-64, 1966-67, 1967-68, 1968- 69, 1969-70
- Coppa di Francia: 2

Saint-Étienne:1967-68, 1969-70
- Supercoppa francese: 3

Saint-Étienne:1967, 1968, 1969
- Ligue 2: 1

PSG:1971